# More Life
More Life (subtitulado como A Playlist by October Firm en la versión) es un mixtape del Cantante canadiense Drake, aunque este lo describió como un playlist. Fue lanzado el 18 de marzo de 2017 por las compañías discográficas OVO Sound, Young Money Entertainment, Cash Money Records y Republic Records.
La producción de More Life fue apoyada por varios productores musicales, incluidos: 40, Frank Dukes, Boi-1da, Murda Beatz, T-Minus, Nineteen85, y Kanye West, entre otros. Un conjunto de vocalistas invitados también aparecen, incluidos: Young Thug, Giggs, Skepta, Quavo, Travis Scott, 2 Chainz, Kanye West, Jorja Smith, Sampha y PartyNextDoor. Las canciones de More Life incluyen una gran variedad de géneros, incluidos: hip hop, R&B, Dancehall, grime, trap, afrobeats, y pop. El álbum fue apoyado por varios sencillos: "Fake Love", "Passionfruit", "Free Smoke", "Portland" colaborando con Quavo y Travis Scott, y "Glow"  en conjunto de Kanye West. More Life recibió muchas críticas positivas , debutando como primer lugar en el Billboard 200, convirtiéndose en su séptimo álbum consecutivo que alcanza el puesto número uno, y de igual manera rompió récord como el álbum con más registros de streaming hasta la fecha.

## Lista de canciones
| More Life lista de canciones |                                                            |                |                |          |  |
| N.º                          | Título                                                     | Escritor(es)   | Productore(s)  | Duración |  |
| 1.                           | «Free Smoke»                                               | Aubrey Graham  | Boi-1da        | 3:38     |  |
| 2.                           | «No Long Talk» (featuring Giggs)                           | Graham         | Murda Beatz    | 2:29     |  |
| 3.                           | «Passionfruit»                                             | Graham         | Rogues         | 4:58     |  |
| 4.                           | «Jorja Interlude»                                          | Graham         | 40             | 1:48     |  |
| 5.                           | «Get It Together» (featuring Black Coffee and Jorja Smith) | Graham         | Nineteen85     | 4:10     |  |
| 6.                           | «Madiba Riddim»                                            | Graham         | Frank Dukes    | 3:25     |  |
| 7.                           | «Blem»                                                     | Graham         | T-Minus        | 3:36     |  |
| 8.                           | «4422» (featuring Sampha)                                  | Sampha Sisay   | FrancisGotHeat | 3:06     |  |
| 9.                           | «Gyalchester»                                              | Graham         | iBeatz         | 3:09     |  |
| 10.                          | «Skepta Interlude»                                         | Joseph Adenuga | Rogues         | 2:23     |  |
| 11.                          | «Portland» (featuring Quavo and Travis Scott)              | Graham         | Murda Beatz    | 3:56     |  |
| 12.                          | «Sacrifices» (featuring 2 Chainz and Young Thug)           | Graham         | T-Minus        | 5:07     |  |
| 13.                          | «Nothings into Somethings»                                 | Graham         | G. Ry          | 2:34     |  |
| 14.                          | «Teenage Fever»                                            | Graham         | Hagler         | 3:39     |  |
| 15.                          | «KMT» (featuring Giggs)                                    | Graham         | Ness           | 2:42     |  |
| 16.                          | «Lose You»                                                 | Graham         | 40             | 5:05     |  |
| 17.                          | «Can't Have Everything»                                    | Graham         | Jazzfeezy      | 3:48     |  |
| 18.                          | «Glow» (featuring Kanye West)                              | Graham         | 40             | 3:26     |  |
| 19.                          | «Since Way Back» (featuring PartyNextDoor)                 | Graham         | G. Ry          | 6:08     |  |
| 20.                          | «Fake Love»                                                | Graham         | Vinylz         | 3:30     |  |
| 21.                          | «Ice Melts» (featuring Young Thug)                         | Graham         | Supah Mario    | 4:10     |  |
| 22.                          | «Do Not Disturb»                                           | Graham         | Boi-1da        | 4:44     |  |
| 81:42                        |                                                            |                |                |          |  |